# Flame (rapero)
Marcus Tyrone Gray (San Luis, Misuri, 16 de septiembre de 1981), conocido como Flame (a menudo estilizado en mayúsculas), es un rapero cristiano estadounidense, propietario de Clear Sight Music. Ha lanzado nueve álbumes y vendido más de 350 000 copias, recibiendo nominaciones para diversos premios Dove y Stellar Awards a lo largo de su carrera musical, y Our World: Redeemed fue nominado para un premio Grammy.
En 2014, Flame presentó una demanda a la cantante Katy Perry por plagio a su canción «Joyful Noise» en «Dark Horse», donde inicialmente el jurado aprobó su veredicto hacia el artista, pero en 2019 fue apelada, y en 2022 se determinó que el fragmento por el cual se reclama no es suficientemente distintiva para ser protegida por derechos de autor, marcando precedente en el caso de los plagios recientes de obras musicales.

## Carrera artística

### Inicios
Durante sus primeros años escribió raps como devocionales a Dios. Después de convertir sus devocionales a canciones, Cross Movement Records se interesó en apoyar a Flame en la publicación de su obra góspel a través de la música rap.

### Debut discográfico (2004)
Su álbum debut homónimo, Flame, fue lanzado en octubre de 2004. En diciembre de 2005, Flame lanzó su segundo álbum titulado Rewind. El 17 de abril de 2007, Flame lanzó su tercer álbum titulado Our World: Fallen, que es la primera parte de una serie de dos partes. El 7 de agosto de 2007, se estrenó la continuación, Our World: Redeemed, pero la fecha se retrasó al 4 de marzo de 2008. 

### Our World Redeemed:Nominación al premio Grammy (2009)
El 20 de febrero de 2007, se anunció que la canción de Flame, «Gotta Notice», del álbum Rewind fue nominada para la 38.ª entrega anual de los Premios GMA Dove en la categoría de Canción Grabada del Año Rap / Hip Hop. A mediados de 2007, Flame se unió al resto de Cross Movement para su gira final. Our World Redeemed fue lanzado en 2008, siendo este uno de los álbumes más importantes del artista al estar nominado para un Premio Stellar, un Premio Dove y un Premio Grammy de 2009. El sencillo del álbum «Joyful Noise» se posicionó en diversas listas de Billboard en el top 10.
En 2009, Flame fue un invitado especial en la gira de Reach Records y 116 Clique, "Don't Waste Your Life".

### Entrada en las listasBillboard(2010 - 2012)
En 2010, Flame anunció que estaba comenzando su propio sello discográfico, Clear Sight Records, y un nuevo álbum titulado Captured.  Este proyecto sería nominado nuevamente para la edición 43 de los Premios Dove en 2012, mismo año en que lanzaría The 6th. El álbum lideró la lista de Billboard Gospel Albums, mientras que ocupó el puesto #2 en la lista de Christian Albums, el #8 en la lista de Rap Albums y el #67 en la lista Billboard 200.
En 2016, lanzó Revival junto al rapero Mike Real. Este proyecto estuvo nominado en Premios Stellar 2017 como Álbum Rap del año. En 2018, lanzaría God Knows. Extra Nos, llegaría en 2020. y Words and Water en 2022, conteniendo estos dos álbumes contenido lirical más apegado al Luteranismo.

## Demanda a Katy Perry
En 2014, Flame, junto con otros tres músicos, presentó una demanda contra Katy Perry por presunta infracción de derechos de autor. En la demanda, Perry fue acusada de robar elementos de producción de la canción «Joyful Noise» de Flame junto a Lecrae, en su canción «Dark Horse». Flame y los otros demandantes involucrados en la demanda afirman que, no solo Perry se apropió de los elementos de la canción, sino que el video empañó su producción al usar imágenes asociadas con la magia negra y la brujería; ideologías a las que Flame se opone firmemente. Originalmente se informó que el asunto había sido resuelto fuera de los tribunales; sin embargo, a fines de 2018, el caso estaba programado para ir a juicio. El 29 de julio de 2019, un jurado se puso del lado de Flame, dejando a Perry pagar $ 550 000 y su discográfica pagar los $ 2.78 millones restantes.
En una decisión de 2019, la juez Christina Snyder determinó que ninguno de los elementos del ostinato (secuencia de notas que se repiten en una canción para apoyar la melodía principal) de «Joyful Noise» pueden protegerse independientemente con derecho de autor.
En 2022, por una votación de 3 a 0, la Corte de Apelaciones del Noveno Circuito de EE. UU. ratificó esa decisión y dijo que un veredicto contra Perry tendría consecuencias peligrosas para la creatividad futura. La cantante lo celebraría en sus redes sociales al interpretar la canción en vivo en uno de sus conciertos.

## Discografía

### Álbumes de estudio
| Año  | Álbum |
| ---- | --- |
| 2004 | Flame - Primer álbum de estudio - Vendido más de 98,000 - Lanzamiento: 12 de octubre de 2004 |
| 2005 | Rewind - Segundo álbum de estudio - Vendido más de 74,000 - Nominada al Premio GMA Dove Awards a la Mejor Canción Grabada de Rap / Hip Hop del Año por "Gotta Notice". - Lanzamiento: 6 de diciembre de 2005 |
| 2007 | Our World: Fallen - Tercer álbum de estudio - Lanzamiento: 17 de abril de 2007 - Primer álbum en una serie de dos álbumes. - "El álbum es una explicación apasionada, pero básica, de la búsqueda de Dios para su pueblo creado", dice Flame. "Es muy simple, pero es un llamamiento muy informativo para que las personas corran a Cristo." |
| 2008 | Our World: Redeemed - Lanzamiento: 4 de marzo de 2008 - Cuarto álbum de estudio - Segundo álbum en una serie de dos álbumes. - Nominado al Premio Stellar por Álbum de Rap del Año - Nominado al Premio GMA Dove Awards a la Mejor Canción Grabada de Rap / Hip Hop del Año por «Joyful Noise» - Nominado a un premio Grammy al mejor álbum de rock o rap gospel. - El último de los álbumes de Flame lanzado con Cross Movement Records.                                                                   |
| 2010 | Captured - Quinto álbum de estudio - Lanzamiento: 28 de diciembre de 2010 - Nominado al Premio Stellar por Álbum de Rap del Año - Nominado al Premio GMA Dove Awards por Mejor Álbum de Rap/Hip Hop del Año y a la Mejor Canción Urbana Grabada del Año por «All I Need». - No. 1 en Billboard Gospel (enero de 2011) - No. 5 en Billboard Christian (enero de 2011) - No. 17 en Billboard Rap (enero de 2011) - No. 152 en Billboard 200 (enero de 2011) - No. 11 en Billboard Independent (enero de 2011) |
| 2012 | The 6th - Sexto álbum de estudio - Lanzamiento: 6 de marzo de 2012 - Nominado al Premio Stellar por Álbum de Rap del Año - No. 1 en Billboard Gospel - No. 2 en Billboard Christian - No. 8 en Billboard Rap - No. 67 en Billboard Top 200 - No. 8 en Billboard Independent - No. 1 en iTunes Rap (marzo de 2012) - No. 8 en iTunes Top Albums (marzo de 2012) |
| 2013 | Royal Flush - Séptimo álbum de estudio - Lanzamiento: 1 de octubre de 2013 - Nominado al GMA Dove Awards por Mejor Álbum de Rap/Hip Hop del Año |
| 2015 | Forward - Octavo álbum de estudio - Lanzamiento: 17 de julio de 2015 - Nominado al Premio Stellar por Álbum de Rap del Año - Nominado al GMA Dove Awards por Mejor Álbum de Rap/Hip Hop del Año - Nominado al Premio Stellar por Álbum de Rap del Año |
| 2016 | Revival (con Mike Real) - Primer álbum colaborativo - Lanzamiento: 20 de mayo de 2016 - Nominado al Premio Stellar por Álbum de Rap del Año |
| 2018 | God Knows - Noveno álbum de estudio - Lanzamiento: 2 de marzo de 2018 - Nominado al Premio Stellar por Álbum de Rap del Año |
| 2020 | Extra Nos - Primer EP - Lanzamiento: 24 de enero de 2020 |
| 2022 | Word and Water - Segundo EP del artista - Lanzamiento: 29 de abril de 2022 |